# Chieri '76 Volleyball 2024-2025
Questa voce raccoglie le informazioni riguardanti il Chieri '76 Volleyball nelle competizioni ufficiali della stagione 2024-2025.

## Stagione
Nella stagione 2024-25 il Chieri '76 Volleyball assume la denominazione sponsorizzata di Reale Mutua Fenera Chieri '76.
Partecipa per la settima volta alla Serie A1; chiude la regular season di campionato al quinto posto in classifica, qualificandosi per i play-off scudetto, dove viene eliminato nella serie dei quarti di finali dall'AGIL. Accede quindi ai play-off Challenge Cup, arrivando in finale, dove viene battuto dalla Megavolley.
Grazie al sesto posto al termine del girone di andata di campionato, il Chieri '76 si qualifica per la Coppa Italia: è eliminato dalla competizione a seguito della sconfitta nei quarti di finale contro la Pro Victoria.
I risultati raggiunti nella stagione precedente consentono al club piemontese di partecipare alla Challenge Cup: grazie a un percorso netto in tutte le fase della manifestazione, il Chieri '76 raggiunge le semifinali, dove, dopo aver vinto gara di andata per 3-1 contro il Galatasaray, perde con lo stesso punteggio quella di ritorno, ma riesce ad avanzare alla finale conquistando il golden set; nell'ultimo atto delle competizione viene sconfitta dalla Roma Club.

## Organigramma societario
Area direttiva
- Presidente: Filippo Vergnano
- Presidente onorario: Lucio Zanon Di Valgiurata
- Vicepresidente: Maurizio Cumino
- Amministratore delegato: Fabrizio Morra
- Amministrazione: Alberto Cento
- Direttore sportivo: Massimiliano Gallo
- Direttore operativo: Luca Di Cillo
- Team manager: Valentina Torrese

Area tecnica
- Allenatore: Giulio Bregoli
- Allenatore in seconda: Marco Rostagno
- Assistente allenatore: Mattia Cozzi, Juan Diego Garcia Diaz
- Scout man: Lorenzo Pratelli
- Responsabile settore giovanile: Massimiliano Gallo, Nicola Sgueglia

Area comunicazione
- Addetto stampa: Massimo Raviolo
- Responsabile comunicazione: Elisabetta Testa
- Responsabile social media: Andrea Michieli, Carola Cherubin
- Speaker: Giovanni Nazzareno

Area marketing
- Responsabile merchandising: Andrea Michieli, Carola Cherubin

Area sanitaria
- Medico: Diego Contro
- Preparatore atletico: Davide Partegiani
- Fisioterapista: Gianfranco Cumino, Giorgia Valetto, Marco Brun
- Psicologa: Vittoria Brai

## Rosa
| N° | Nome               | Ruolo | Data di nascita  | Nazionalità sportiva |
| -- | ------------------ | ----- | ---------------- | -------------------- |
| 2  | Martina Bednarek   | S     | 21 luglio 2006   | Argentina            |
| 5  | Ilaria Spirito     | L     | 20 febbraio 1994 | Italia               |
| 6  | Avery Skinner      | S     | 25 aprile 1999   | Stati Uniti          |
| 7  | Anastasija Ljaško  | C     | 17 febbraio 2005 | Russia               |
| 9  | Sara Alberti       | C     | 3 gennaio 1993   | Italia               |
| 10 | Sarah van Aalen    | P     | 21 gennaio 2000  | Paesi Bassi          |
| 11 | Martha Anthoulī    | O     | 13 agosto 2004   | Grecia               |
| 12 | Anne Buijs         | S     | 2 dicembre 1991  | Paesi Bassi          |
| 13 | Lucille Gicquel    | O     | 13 novembre 1997 | Francia              |
| 14 | Elena Rolando      | L     | 16 luglio 1999   | Italia               |
| 15 | Federica Carletti  | S     | 14 marzo 2000    | Italia               |
| 16 | Katerina Zakchaiou | C     | 26 luglio 1998   | Cipro                |
| 17 | Anna Gray          | C     | 15 novembre 1996 | Italia               |
| 21 | Loveth Omoruyi     | S     | 25 agosto 2002   | Italia               |
| 22 | Gaia Guiducci      | P     | 9 marzo 2002     | Italia               |

## Mercato
| Acquisti                               | Acquisti          | Acquisti         | Acquisti   |
| R.                                     | Nome              | da               | Modalità   |
| -------------------------------------- | ----------------- | ---------------- | ---------- |
| C                                      | Sara Alberti      | Savino Del Bene  | definitivo |
| S                                      | Anne Buijs        | AGIL             | definitivo |
| S                                      | Federica Carletti | UYBA             | definitivo |
| O                                      | Lucille Gicquel   | Nilüfer          | definitivo |
| P                                      | Gaia Guiducci     | Trentino         | definitivo |
| C                                      | Anastasija Ljaško | Volero Le Cannet | definitivo |
| P                                      | Sarah van Aalen   | VakıfBank        | definitivo |
| Trasferimenti nel corso della stagione |                   |                  |            |
| S                                      | Martina Bednarek  | -                | definitivo |

| Cessioni                               | Cessioni          | Cessioni         | Cessioni   |
| R.                                     | Nome              | a                | Modalità   |
| -------------------------------------- | ----------------- | ---------------- | ---------- |
| O                                      | Kaja Grobelna     | Queenseis Kariya | definitivo |
| S                                      | Romy Jatzko       | Mulhouse         | definitivo |
| C                                      | Fatim Kone        | Futura Giovani   | definitivo |
| P                                      | Ofelia Malinov    | Zeren            | definitivo |
| P                                      | Rachele Morello   | Levallois Paris  | definitivo |
| C                                      | Camilla Weitzel   | Megavolley       | definitivo |
| Trasferimenti nel corso della stagione |                   |                  |            |
| S                                      | Federica Carletti | Megavolley       | definitivo |

## Risultati

### Serie A1

#### Girone di andata
| 1ª giornata - 6 ottobre 2024 PalaMaddalene, Chieri             | Chieri '76           | 3 - 2 | AGIL       | 25-22, 16-25, 25-22, 15-25, 15-11 |
| 2ª giornata - 13 ottobre 2024 PalaCastagnaretta, Cuneo         | Cuneo Granda         | 0 - 3 | Chieri '76 | 21-25, 26-28, 18-25               |
| 3ª giornata - 20 ottobre 2024 PalaMaddalene, Chieri            | Chieri '76           | 3 - 2 | Firenze    | 25-13, 25-23, 22-25, 17-25, 15-12 |
| 4ª giornata - 26 ottobre 2024 PalaEvangelisti, Perugia         | Black Angels Perugia | 2 - 3 | Chieri '76 | 18-25, 25-22, 14-25, 32-30, 9-15  |
| 5ª giornata - 30 ottobre 2024 PalaMaddalene, Chieri            | Chieri '76           | 0 - 3 | UYBA       | 22-25, 23-25, 23-25               |
| 6ª giornata - 3 novembre 2024 Palazzetto dello Sport, Latisana | Talmassons           | 2 - 3 | Chieri '76 | 18-25, 25-21, 17-25, 26-24, 10-15 |
| 7ª giornata - 10 novembre 2024 PalaMaddalene, Chieri           | Chieri '76           | 1 - 3 | Imoco      | 16-25, 23-25, 25-23, 21-25        |
| 8ª giornata - 16 novembre 2024 PalaFacchetti, Treviglio        | Bergamo 1991         | 1 - 3 | Chieri '76 | 17-25, 25-20, 20-25, 18-25        |
| 9ª giornata - 24 novembre 2024 PalaMaddalene, Chieri           | Chieri '76           | 3 - 1 | Megavolley | 23-25, 25-20, 25-20, 25-13        |
| 10ª giornata - 1º dicembre 2024 PalaWanny, Firenze             | Savino Del Bene      | 3 - 1 | Chieri '76 | 25-16, 21-25, 25-18, 25-12        |
| 11ª giornata - 4 dicembre 2024 PalaMaddalene, Chieri           | Chieri '76           | 3 - 1 | Roma Club  | 25-22, 25-21, 23-25, 25-16        |
| 12ª giornata - 8 dicembre 2024 PalaMaddalene, Chieri           | Chieri '76           | 3 - 0 | Pinerolo   | 25-6, 25-21, 25-23                |
| 13ª giornata - 16 ottobre 2024 Arena di Monza, Monza           | Pro Victoria         | 3 - 1 | Chieri '76 | 25-20, 26-24, 25-27, 25-14        |

#### Girone di ritorno
| 14ª giornata - 22 dicembre 2024 PalaTerdoppio, Novara                        | AGIL       | 3 - 0 | Chieri '76           | 25-18, 28-26, 25-20              |
| 15ª giornata - 26 dicembre 2024 PalaMaddalene, Chieri                        | Chieri '76 | 3 - 1 | Cuneo Granda         | 25-18, 19-25, 25-19, 25-20       |
| 16ª giornata - 5 gennaio 2025 PalaWanny, Firenze                             | Firenze    | 1 - 3 | Chieri '76           | 22-25, 25-23, 20-25, 20-25       |
| 17ª giornata - 12 gennaio 2025 PalaMaddalene, Chieri                         | Chieri '76 | 1 - 3 | Black Angels Perugia | 23-25, 25-23, 21-25, 21-25       |
| 18ª giornata - 15 gennaio 2025 PalaPiantanida, Busto Arsizio                 | UYBA       | 0 - 3 | Chieri '76           | 22-25, 20-25, 22-25              |
| 19ª giornata - 19 gennaio 2025 PalaMaddalene, Chieri                         | Chieri '76 | 3 - 1 | Talmassons           | 23-25, 25-23, 25-23, 29-27       |
| 20ª giornata - 26 gennaio 2025 PalaVerde, Villorba                           | Imoco      | 3 - 0 | Chieri '76           | 25-18, 25-19, 25-17              |
| 21ª giornata - 1º febbraio 2025 PalaMaddalene, Chieri                        | Chieri '76 | 3 - 0 | Bergamo 1991         | 25-21, 25-17, 25-23              |
| 22ª giornata - 11 febbraio 2025 PalaCampanara, Pesaro                        | Megavolley | 2 - 3 | Chieri '76           | 25-22, 24-26, 25-18, 12-25, 7-15 |
| 23ª giornata - 15 febbraio 2025 PalaGianniAsti, Torino                       | Chieri '76 | 0 - 3 | Savino Del Bene      | 13-25, 20-25, 20-25              |
| 24ª giornata - 23 febbraio 2025 Palazzetto dello Sport, Roma                 | Roma Club  | 0 - 3 | Chieri '76           | 16-25, 22-25, 26-28              |
| 25ª giornata - 26 febbraio 2025 Palazzetto dello Sport, Villafranca Piemonte | Pinerolo   | 3 - 1 | Chieri '76           | 25-20, 25-18, 26-28, 25-16       |
| 26ª giornata - 1º marzo 2025 PalaGianniAsti, Torino                          | Chieri '76 | 1 - 3 | Pro Victoria         | 18-25, 26-24, 20-25, 17-25       |

#### Play-off scudetto
| Quarti di finale (gara 1) - 8 marzo 2025 PalaTerdoppio, Novara  | AGIL       | 3 - 0 | Chieri '76 | 25-15, 25-20, 25-18              |
| Quarti di finale (gara 2) - 16 marzo 2025 PalaMaddalene, Chieri | Chieri '76 | 3 - 0 | AGIL       | 28-26, 25-20, 25-23              |
| Quarti di finale (gara 3) - 19 marzo 2025 PalaTerdoppio, Novara | AGIL       | 3 - 2 | Chieri '76 | 20-25, 25-12, 20-25, 25-17, 15-6 |

#### Play-off Challenge Cup
| Secondo turno (andata) - 22 marzo 2025 PalaEvangelisti, Perugia | Black Angels Perugia | 0 - 3 | Chieri '76           | 21-25, 16-25, 16-25               |
| Secondo turno (ritorno) - 30 marzo 2025 PalaMaddalene, Chieri   | Chieri '76           | 3 - 2 | Black Angels Perugia | 25-19, 16-25, 17-25, 25-22, 15-11 |
| Finale - 5 aprile 2025 PalaMaddalene, Chieri                    | Chieri '76           | 2 - 3 | Megavolley           | 25-15, 21-25, 20-25, 25-16, 12-15 |

### Coppa Italia
| Quarti di finale - 29 dicembre 2024 Arena di Monza, Monza | Pro Victoria | 3 - 0 | Chieri '76 | 25-21, 25-20, 25-21 |

### Challenge Cup
| Sedicesimi di finale (andata) - 6 novembre 2024 Pavelló Municipal Valldoreix, Sant Cugat del Vallès | Sant Cugat  | 0 - 3 | Chieri '76  | 17-25, 21-25, 10-25                          |
| Sedicesimi di finale (ritorno) - 13 novembre 2024 PalaMaddalene, Chieri                             | Chieri '76  | 3 - 0 | Sant Cugat  | 25-9, 25-22, 25-23                           |
| Ottavi di finale (andata) - 11 dicembre 2024 Kangasala Areena, Kangasala                            | Kangasala   | 0 - 3 | Chieri '76  | 14-25, 18-25, 15-25                          |
| Ottavi di finale (ritorno) - 27 novembre 2024 PalaMaddalene, Chieri                                 | Chieri '76  | 3 - 0 | Kangasala   | 25-19, 25-21, 25-15                          |
| Quarti di finale (andata) - 8 gennaio 2025 Pavilhão da Luz Nº 2, Lisbona                            | Benfica     | 1 - 3 | Chieri '76  | 25-20, 14-25, 20-25, 19-25                   |
| Quarti di finale (ritorno) - 22 gennaio 2025 PalaAsti, Torino                                       | Chieri '76  | 3 - 0 | Benfica     | 25-16, 25-16, 25-22                          |
| Semifinali (andata) - 5 febbraio 2025 Burhan Felek Spor Salonu, Istanbul                            | Galatasaray | 1 - 3 | Chieri '76  | 29-27, 20-25, 17-25, 17-25                   |
| Semifinali (ritorno) - 18 febbraio 2025 PalaAsti, Torino                                            | Chieri '76  | 1 - 3 | Galatasaray | 25-22, 20-25, 23-25, 25-27 Golden set: 15-13 |
| Finale (andata) - 4 marzo 2025 PalaAsti, Torino                                                     | Chieri '76  | 2 - 3 | Roma Club   | 20-25, 25-17, 22-25, 25-18, 12-15            |
| Finale (ritorno) - 11 marzo 2025 Palazzetto dello Sport, Roma                                       | Roma Club   | 3 - 1 | Chieri '76  | 25-19, 22-25, 25-19, 27-25                   |

## Statistiche

### Statistiche di squadra
| Competizione  | Punti | In casa | In casa | In casa | In trasferta | In trasferta | In trasferta | Totale | Totale | Totale |
| Competizione  | Punti | G       | V       | P       | G            | V            | P            | G      | V      | P      |
| ------------- | ----- | ------- | ------- | ------- | ------------ | ------------ | ------------ | ------ | ------ | ------ |
| Serie A1      | 43    | 16      | 10      | 6       | 16           | 9            | 7            | 32     | 19     | 13     |
| Coppa Italia  | -     | 0       | 0       | 0       | 1            | 0            | 1            | 1      | 0      | 1      |
| Challenge Cup | -     | 5       | 3       | 2       | 5            | 4            | 1            | 10     | 7      | 3      |
| Totale        | -     | 21      | 13      | 8       | 22           | 13           | 9            | 43     | 26     | 17     |

G = partite giocate; V = partite vinte; P = partite perse

### Statistiche dei giocatori
| Giocatore    | Serie A1 | Serie A1 | Serie A1 | Serie A1 | Serie A1 | Coppa Italia | Coppa Italia | Coppa Italia | Coppa Italia | Coppa Italia | Challenge Cup | Challenge Cup | Challenge Cup | Challenge Cup | Challenge Cup | Totale | Totale | Totale | Totale | Totale |
| Giocatore    | P        | PT       | AV       | MV       | BV       | P            | PT           | AV           | MV           | BV           | P             | PT            | AV            | MV            | BV            | P      | PT     | AV     | MV     | BV     |
| ------------ | -------- | -------- | -------- | -------- | -------- | ------------ | ------------ | ------------ | ------------ | ------------ | ------------- | ------------- | ------------- | ------------- | ------------- | ------ | ------ | ------ | ------ | ------ |
| S. Alberti   | 30       | 199      | 127      | 56       | 16       | 1            | 6            | 3            | 3            | 0            | 10            | 58            | 35            | 21            | 2             | 41     | 263    | 165    | 80     | 18     |
| M. Anthoulī  | 28       | 86       | 70       | 11       | 5        | 1            | 0            | 0            | 0            | 0            | 9             | 49            | 42            | 4             | 3             | 38     | 135    | 112    | 15     | 8      |
| M. Bednarek  | 1        | 0        | 0        | 0        | 0        | -            | -            | -            | -            | -            | 0             | 0             | 0             | 0             | 0             | 1      | 0      | 0      | 0      | 0      |
| A. Buijs     | 29       | 245      | 217      | 22       | 6        | 1            | 5            | 5            | 0            | 0            | 10            | 135           | 130           | 12            | 3             | 40     | 385    | 352    | 34     | 9      |
| F. Carletti  | 5        | 0        | 0        | 0        | 0        | -            | -            | -            | -            | -            | 2             | 7             | 3             | 4             | 0             | 7      | 7      | 3      | 4      | 0      |
| L. Gicquel   | 21       | 439      | 382      | 41       | 16       | 1            | 12           | 9            | 3            | 0            | 8             | 113           | 88            | 19            | 6             | 30     | 564    | 479    | 63     | 22     |
| A. Gray      | 30       | 191      | 108      | 70       | 13       | 1            | 8            | 7            | 1            | 0            | 6             | 31            | 17            | 13            | 1             | 37     | 230    | 132    | 84     | 14     |
| G. Guiducci  | 24       | 4        | 2        | 2        | 0        | 1            | 0            | 0            | 0            | 0            | 7             | 7             | 3             | 1             | 3             | 32     | 11     | 5      | 3      | 3      |
| A. Ljaško    | 6        | 21       | 15       | 5        | 1        | 0            | 0            | 0            | 0            | 0            | 6             | 39            | 26            | 10            | 3             | 12     | 60     | 41     | 15     | 4      |
| L. Omoruyi   | 28       | 230      | 188      | 24       | 18       | 1            | 5            | 3            | 2            | 0            | 7             | 45            | 33            | 9             | 3             | 36     | 280    | 224    | 35     | 21     |
| E. Rolando   | 25       | 0        | 0        | 0        | 0        | 1            | 0            | 0            | 0            | 0            | 8             | 0             | 0             | 0             | 0             | 34     | 0      | 0      | 0      | 0      |
| A. Skinner   | 31       | 437      | 401      | 19       | 17       | 1            | 10           | 9            | 1            | 0            | 8             | 111           | 96            | 11            | 4             | 40     | 558    | 506    | 31     | 21     |
| I. Spirito   | 32       | 0        | 0        | 0        | 0        | 1            | 0            | 0            | 0            | 0            | 8             | 0             | 0             | 0             | 0             | 41     | 0      | 0      | 0      | 0      |
| S. van Aalen | 32       | 85       | 27       | 39       | 19       | 1            | 1            | 0            | 0            | 1            | 9             | 26            | 7             | 15            | 4             | 42     | 112    | 34     | 54     | 24     |
| K. Zakchaiou | 18       | 132      | 87       | 39       | 6        | 0            | 0            | 0            | 0            | 0            | 5             | 31            | 20            | 8             | 3             | 23     | 163    | 107    | 47     | 9      |

P = presenze; PT = punti totali; AV = attacchi vincenti; MV = muri vincenti; BV = battute vincenti